# George Sewell
George Sewell (Londra, 31 agosto 1924 – Londra, 2 aprile 2007) è stato un attore britannico.

## Biografia
George Sewell nacque a Londra e lasciò la scuola all'età di 14 anni; successivamente, dopo avere svolto vari lavori, entrò nella Royal Air Force come pilota, non riuscendo però a partecipare alla seconda guerra mondiale. Dopo il suo congedo lavorò come steward per la Cunard Line sulla RMS Queen Mary e sulla RMS Queen Elizabeth nelle loro traversate dell'Oceano Atlantico, iniziando la sua attività di attore a 35 anni. Morì di cancro all'età di 82 anni.
In Italia è conosciuto per avere interpretato il colonnello Alec E. Freeman nella serie televisiva UFO.

## Filmografia parziale

### Cinema
- Io sono un campione (This Sporting Life), regia di Lindsay Anderson (1963)
- La truffa che piaceva a Scotland Yard (Kaleidoscope), regia di Jack Smight (1966)
- Più micidiale del maschio (Deadlier Than the Male), regia di Ralph Thomas (1967)
- Poor Cow, regia di Ken Loach (1967)
- Carter (Get Carter), regia di Mike Hodges (1971)
- UFO Allarme rosso... attacco alla Terra!, regia di Gerry Anderson (1971)
- UFO distruggete Base Luna (Kill Straker, a question of priorities), regia di Laxie Turner (1971)
- Barry Lyndon, regia di Stanley Kubrick (1975)

### Televisione
- Knock on Any Door – serie TV, episodio 1x09 (1965)
- UFO – serie TV (1969-1970)
- Paul Temple – serie TV (1969-1971)
- Special Branch – serie TV (1969-1974)
- La talpa (Tinker, Tailor, Soldier, Spy) – serie TV (1979)
- Home James! – serie TV (1987-1990)

## Doppiatori italiani
- Carlo Baccarini in UFO[1]